# Гней Корнелій Сципіон Кальв
Ґней Корнелій Сципіон (лат. Gnaeus Cornelius Scipio Calvus; ? — 211 до н. е.) — римський політичний, державний і військовий діяч, консул 222 року до н. е.

## Біографія
Походив із старовинного патриціанського роду Корнеліїв. Брат Публія Сципіона.
Гнея Корнелія було обрано консулом у 222 до н. е. разом з Марком Клавдієм Марцеллом. На початку Другої Пунічної війни його відправлено до Іспанії щоб перекрити лінію постачання Ганнібала, який вдерся до Італії. Разом із братом Публієм, що приєднався до нього у 217 до н. е., завдав поразки Газдрубалу (215 до н. е.) і захопив Сагунт (212 до н. е.). Надалі зазнав поразки від карфагенських військ і загинув у бою у 211 до н. е..